# 무라사메 (건담 시리즈)
무라사메(일본어: ムラサメ)는 TV 애니메이션 《기동전사 건담 SEED DESTINY》에 등장하는 모빌 슈트(MS)로 분류되는 가공의 유인 조종식 인간형 로봇 병기이다.
메카닉 디자인은 오오카와라 쿠니오가 담당하였다.

## 제작 에피소드
메카닉 디자인을 담당한 오오카와라 쿠니오는 잡지 인터뷰에서 처음의 주문에는 없었던 디자인으로, 비행 형태를 중시한 디자인으로 요구되었다고 밝히고 있다. 또한 그 변형 기믹의 복잡함으로 인해 의외로 시간이 소모되었다고 한다. 공식 사이트의 칼럼에서는 변형 기구의 프리젠테이션은 기존의 프라모델을 바탕으로 제작진이 했다고 설명하고 있다. 명칭은 《남총리견팔견전》에 등장하는 후루카와 아시카가 가문의 보도 "무라사메(村雨)"에서 유래하였다.

## 같이 보기
- 건담 시리즈의 병기 목록
- 기동전사 건담 SEED DESTINY